# Liste der Naturdenkmale in Kreischa
Die Liste der Naturdenkmale in Kreischa nennt die Naturdenkmale in Kreischa im sächsischen Landkreis Sächsische Schweiz-Osterzgebirge.

## Definition
„Naturdenkmäler sind rechtsverbindlich festgesetzte Einzelschöpfungen der Natur oder entsprechende Flächen bis zu fünf Hektar, deren besonderer Schutz erforderlich ist
1. aus wissenschaftlichen, naturgeschichtlichen oder landeskundlichen Gründen oder
2. wegen ihrer Seltenheit, Eigenart oder Schönheit.“

„§ 18 – Naturdenkmäler – (zu § 28 BNatSchG)
(1) Die Erklärung nach § 22 Abs. 1 BNatSchG von Teilen von Natur und Landschaft als Naturdenkmal erfolgt durch Rechtsverordnung oder Einzelanordnung.
(2) Über § 28 Abs. 1 BNatSchG hinaus können Naturdenkmäler zur Sicherung von Lebensgemeinschaften oder Lebensstätten von im Bestand gefährdeten oder streng geschützten Arten festgesetzt werden.“

## Liste
Link zu einem Kartenansichtstool, um Koordinaten zu setzen.
| Bild                          | Bezeichnung                                                                | Lage                                                 | Beschreibung | Datum         | Nummer  |
| ----------------------------- | -------------------------------------------------------------------------- | ---------------------------------------------------- | ------------ | ------------- | ------- |
| mehr Fotos \| Fotos hochladen | Babisnauer Pappel (Populus nigra)                                          | Babisnau; Golberode (50° 58′ 27″ N, 13° 44′ 59,3″ O) |              | 1, 2, 3, 4, 5 | wrk 001 |
| BW                            | Alteichen-Reihe Kreischa (Querus robur)                                    | Niederkreischa (50° 56′ 59,2″ N, 13° 46′ 3,9″ O)     |              | 1, 2, 4, 5    | wrk 002 |
| BW                            | Blutbuche im Park des Landgutes Theisewitz (Fagus sylvatica‚ Atropunicea‘) | Theisewitz (50° 57′ 30,8″ N, 13° 45′ 5,8″ O)         |              | 3, 4, 5       | wrk 107 |
| BW                            | Geologischer Aufschluss an der Quohrener Kipse                             | Waldsiedlung (50° 56′ 2,1″ N, 13° 43′ 6″ O)          |              |               | WRK 007 |
| BW                            | Vier Hochraine mit Buschwerk am Südhang Hutberg                            | (50° 56′ 59,8″ N, 13° 43′ 11,9″ O)                   |              |               | WRK 037 |
| BW                            | Vier Hochraine mit Buschwerk am Südhang Hutberg                            | (50° 57′ 0,7″ N, 13° 43′ 24,3″ O)                    |              |               | WRK 037 |
| BW                            | Vier Hochraine mit Buschwerk am Südhang Hutberg                            | (50° 57′ 3,3″ N, 13° 43′ 29,2″ O)                    |              |               | WRK 037 |
| BW                            | Vier Hochraine mit Buschwerk am Südhang Hutberg                            | (50° 56′ 58,5″ N, 13° 43′ 17,8″ O)                   |              |               | WRK 037 |
| BW                            | Feldwegböschungen westlich des Quohrener Grundes                           | (50° 56′ 55,8″ N, 13° 42′ 53,8″ O)                   |              |               | WRK 038 |
| BW                            | Wassergraben im Lockwitztal (Laichgewässer Springfrosch)                   | Kautzsch (50° 57′ 50,5″ N, 13° 46′ 43,3″ O)          |              |               | WRK 039 |
| BW                            | Feldhecke am Weg zum Wilisch                                               | (50° 56′ 2,7″ N, 13° 45′ 43,7″ O)                    |              |               | WRK 040 |
| BW                            | Teich am Dorfrand Gombsen                                                  | Gombsen (50° 57′ 14,6″ N, 13° 46′ 50,4″ O)           |              |               | WRK 049 |
| BW                            | Obsthang unterhalb Sobrigau                                                | Sobrigau (50° 58′ 42″ N, 13° 47′ 3,3″ O)             |              |               | WRK 060 |
| BW                            | Schafweide am Streitberg                                                   | Quohren (50° 56′ 55,5″ N, 13° 42′ 56,7″ O)           |              |               | WRK 065 |
| BW                            | Hummelstein                                                                | Kautzsch (50° 57′ 46,3″ N, 13° 46′ 33,4″ O)          |              |               | WRK 088 |

Das Nummernschema des Landkreises unterscheidet
- Einzelnaturdenkmal = Kleinbuchstaben (wrk 001 Babisnauer Pappel; …)
- Flächennaturdenkmal = Großbuchstaben (WRK 001 Kugelpechstein; …)